# Sabrina Rupp
Sabrina Rupp (* 30. Dezember 1987 in Oberwart) ist eine österreichische Schauspielerin.

## Leben
Sabrina Rupp wuchs in der Steiermark auf und maturierte am musischen Zweig des Bundesoberstufenrealgymnasiums Hartberg. Ab 2007 machte sie eine Ausbildung an der Schauspielakademie Elfriede Ott, die sie 2010 mit Diplom beendete. Am Theater der Jugend verkörperte sie in der Saison 2008/09 die Titelrolle in Die wilde Sophie von Lukas Hartmann, 2009/10 wirkte sie in Das doppelte Lottchen als Chantal mit. Bei den Nestroy-Spielen Liechtenstein spielte sie 2008 im Talisman die Emma, 2010 in Zu ebener Erde und erster Stock die Emilie und 2011 in Eisenbahnheirathen die Rolle der Theres.
Von 2011 bis 2015 war sie festes Ensemblemitglied am u\hof: des Landestheaters Linz, wo sie unter anderem in Netboy als Sarah, in Die Prinzessin und der Pjär als Prinzessin Lisa Marie und in Hexenjagd in der Rolle der Abigail zu sehen war. In der Saison 2015/2016 war sie in der Bühnenfassung von Er ist wieder da von Harald Gebhartl am Theater Phönix zu sehen. 2016 spielte sie in den Inszenierungen von Hakon Hirzenberger Nelson in Afrika und Nelson der Pinguin am Dschungel Wien bzw. beim Theaterfestival Steudltenn.
In Tatort: Sternschnuppe hatte sie 2016 als Vera Sailer eine Hauptrolle. In der Saison 2017/18 verkörpert sie am Wiener Theater der Jugend in Der Fluch des David Ballinger die Rolle der Ricky Ballinger. In der Saison 2018/19 wirkte sie am Theater der Jugend in Der kleine Lord und Prinz und Bettelknabe mit, bei den Schlossspielen Kobersdorf steht sie 2019 in der Nestroy-Posse Das Mädl aus der Vorstadt auf der Bühne.
Neben ihrer Tätigkeit als Schauspielerin ist sie auch als Sängerin tätig.

## Filmografie (Auswahl)
- 2014: Blaupause (Kurzfilm)
- 2016: Tatort: Sternschnuppe
- 2017: SOKO Kitzbühel – Liebe bringt den Tod
- 2017: Schnell ermittelt – Alan Richter